# Manuel Ortega (chanteur)
Pour les articles homonymes, voir Manuel Ortega.
Manuel Ortega (né le Manuel Hanke, Steyregg, 8 avril 1980) est un chanteur autrichien, de parents espagnols, nés en Steyregg. À l'âge de dix ans, il commence sa carrière en tant que chanteur. Il a chanté avec le Sängerknaben Florianer, une des plus anciennes chorales autrichienne.

## Carrière
Son amour pour la musique pop l'a conduit à rejoindre un groupe appelé BAFF quand il était adolescent. À partir d'un âge précoce, Ortega a été en mesure de faire plus de 200 représentations à partir de 2003. À 17 ans, il a participé à une recherche de talents et a été choisi parmi de 1300 participants pour être le chanteur d'un nouveau groupe. Le succès montant, le groupe ne satisfaisait pas assez à Ortega qui, en 2001, entame une carrière solo.
La chanson El Amor, La Vida a été frappé Hit de l'été autrichien de 2001. En 2002, il a représenté l'Autriche au Concours Eurovision de la chanson avec la chanson Say A Word. En raison de son tempérament espagnol Manuel Ortega est rapidement devenu connu comme l'Autrichien Martin Ricky, [citation nécessaire], bien que ses talents incluent l'écriture de chansons.
Manuel Ortega a participé et remporté la 2e saison de Dancing Stars, la version autrichienne de Danse avec les stars, au côté de sa partenaire de danse Kelly Kainz. 
Il a aussi participé à la 3e saison de Dancing with the Stars ukrainienne (soi-disant Ligue internationale des Champions) où il a dansé avec le danseur de salon ukrainien, médaillé d'argent du Eurovision Dance Contest, Yulia Okropiridze.